# Tomapoderopsis
Tomapoderopsis es un género de coleópteros curculionoideos de la familia Attelabidae. Habita en China, India, Birmania, Nepal y Vietnam. Legalov describió el género en 2003. Esta es la lista de especies que lo componen:
- Tomapoderopsis atronitens Marshall, 1948
- Tomapoderopsis cyclops Faust, 1894
- Tomapoderopsis flaviceps Desbrochers des Loges, 1890
- Tomapoderopsis flavirostris Voss, 1926
- Tomapoderopsis hymalayensis Legalov, 2007
- Tomapoderopsis melli Voss, 1926
- Tomapoderopsis orientalis Legalov, 2007
- Tomapoderopsis pici Legalov, 2007
- Tomapoderopsis subconicollis Voss, 1926
- Tomapoderopsis testaceimembris Pic, 1928
- Tomapoderopsis tonkineus Voss, 1943